# Керінн (Юта)
Керінн (англ. Corinne) — місто (англ. city) в США, в окрузі Бокс-Елдер штату Юта. Населення — 809 осіб (2020).

## Географія
Керінн розташований за координатами 41°33′5″ пн. ш. 112°7′30″ зх. д. / 41.55139° пн. ш. 112.12500° зх. д. (41.551464, -112.125015).  За даними Бюро перепису населення США в 2010 році місто мало площу 10,05 км², з яких 9,90 км² — суходіл та 0,15 км² — водойми.

## Демографія
Згідно з переписом 2010 року, у місті мешкало 685 осіб у 228 домогосподарствах у складі 187 родин. Густота населення становила 68 осіб/км².  Було 241 помешкання (24/км²).
Расовий склад населення:
| - 89,5 % — білих - 0,7 % — азіатів - 0,6 % — корінних американців - 0,1 % — чорних або афроамериканців - 6,9 % — осіб інших рас |

До двох чи більше рас належало 2,2 %. Частка іспаномовних становила 10,9 % від усіх жителів.
За віковим діапазоном населення розподілялося таким чином: 32,8 % — особи молодші 18 років, 58,6 % — особи у віці 18—64 років, 8,6 % — особи у віці 65 років та старші. Медіана віку мешканця становила 30,9 року. На 100 осіб жіночої статі у місті припадало 94,1 чоловіків;  на 100 жінок у віці від 18 років та старших — 93,3 чоловіків також старших 18 років.
Середній дохід на одне домашнє господарство  становив 63 952 долари США (медіана — 50 859), а середній дохід на одну сім'ю — 67 286 доларів (медіана — 51 318). За межею бідності перебувало 7,9 % осіб, у тому числі 2,7 % дітей у віці до 18 років та 0,0 % осіб у віці 65 років та старших.
Цивільне працевлаштоване населення становило 407 осіб. Основні галузі зайнятості: виробництво — 33,2 %, публічна адміністрація — 13,8 %, роздрібна торгівля — 10,6 %, освіта, охорона здоров'я та соціальна допомога — 9,6 %.